# Mjövattsträsket
Mjövattsträsket är en sjö i Skellefteå kommun i Västerbotten och ingår i Bureälvens huvudavrinningsområde. Sjön har en area på 2,72 kvadratkilometer och ligger 42 meter över havet. Sjön avvattnas av vattendraget Bureälven.

## Delavrinningsområde
Mjövattsträsket ingår i det delavrinningsområde (717027-174728) som SMHI kallar för Utloppet av Mjövattsträsket. Medelhöjden är 59 meter över havet och ytan är 14,42 kvadratkilometer. Räknas de 80 avrinningsområdena uppströms in blir den ackumulerade arean 728,8 kvadratkilometer. Avrinningsområdets utflöde Bureälven mynnar i havet. Avrinningsområdet består mestadels av skog (67 procent). Avrinningsområdet har 2,68 kvadratkilometer vattenytor vilket ger det en sjöprocent på 18,6 procent.